# Östra Långtjärnen (Hotagens socken, Jämtland)
Östra Långtjärnen är en sjö i Krokoms kommun i Jämtland och ingår i Indalsälvens huvudavrinningsområde.